# Edina (nome)
Edina  è un nome proprio di persona ungherese femminile.

## Origine e diffusione
L'origine di questo nome è ignota. Potrebbe essere la forma ungherese di qualche nome germanico, oppure potrebbe riprendere il toponimo di qualche città ungherese.

## Onomastico
Il nome non è portato da alcuna santa, quindi è adespota, e l'onomastico ricade il 1º novembre in occasione di Ognissanti.

## Persone
- Edina Altara, illustratrice, decoratrice, pittrice e ceramista italiana
- Edina Csaba, schermitrice ungherese
- Edina Gallovits, tennista rumena
- Edina Knapek, schermitrice ungherese